# Bosko's Easter Eggs
Bosko's Easter Eggs est un court métrage d'animation américain, en couleur de la série des Happy Harmonies réalisé par Hugh Harman, sorti le 20 mars 1937.
Il fait aussi partie des films ayant pour personnage principal Bosko.

## Fiche technique
- Titre : Bosko's Easter Eggs
- Série : Happy Harmonies
- Réalisateur : Hugh Harman
- Voix : Rochelle Hudson (Honey), Carman Maxwell (Bosko)
- Producteur : Hugh Harman, Rudolf Ising
- Production : Harman-Ising Studio
- Distributeur : Metro-Goldwyn-Mayer
- Date de sortie[1] : 20 mars 1937
- Format d'image : Couleur (Cinecolor)
- Son : Mono (Vitaphone[1])
- Musique originale : Scott Bradley
- Durée : 7 min 44
- Langue : (en)
- Pays :  États-Unis